# Tétrico II
Caio Pio Esúvio Tétrico (em latim: Caius Pius Esuvius Tetricus), conhecido apenas como Tétrico II, foi césar do Império das Gálias de 273 até 274. Era filho do imperador Tétrico I (r. 271–274), porém o nome de sua mãe e a data de seu nascimento são incertos. Em 273, foi elevado à posição de césar para acrescer a legitimidade ao trono de seu pai e talvez tenha sido elevado meses depois a augusto, mas isso é disputado. Compartilhou em 1 de janeiro de 274 o consulado com seu pai e em fevereiro ou março eles foram capturados ou se renderam ao imperador Aureliano (r. 270–275) após a vitória deste na Batalha de Châlons. Foram paradeados em Roma no triunfo de Aureliano, mas perdoados e Tétrico II seguiu uma promissora, mas quase desconhecida, carreira senatorial.

## Biografia
Tétrico II era filho do imperador Tétrico I (r. 271–274) e tinha exatamente o mesmo nome que seu pai: Caio Pio Esúvio Tétrico. Tanto a data de seu nascimento como o nome de sua mãe são incertos. Em 273, seu pai elevou-o a césar para acrescer sua legitimidade ao trono; uma inscrição de Beterras (atual Béziers) associa Tétrico II ao segundo período tribunício de seu pai, movendo a data de volta para 271/272, mas isso pode ser resultado de um erro do gravador. Seu pai pode também o ter elevado a coimperador nos últimos dias de seu reinado, mas isso é disputado. A não fiável História Augusta diz que Tétrico I elevou seu filho em data inespecífica na biografia de Aureliano, mas nem Sexto Aurélio Vítor nem Eutrópio citam o suposto evento.
Em sua nomeação, também foi feito príncipe da juventude. Em 1 de janeiro de 274, entrou em Augusta dos Tréveros em seu primeiro consulado, que compartilhou com seu pai. Algumas moedas de Tétrico cunhadas em 274 apresentam uma legenda que talvez possa aludir à elevação de Tétrico II, mas dada as circunstâncias do período e outras características presentes nas mesmas moedas hoje se pensa que podem ter sido emitidas numa tentativa de assegurar uma aliança com Aureliano ao reconhecê-lo como seu igual em vez de rival, algo que Caráusio faria no fim do século para tentar assegurar a paz com Diocleciano e Maximiano.

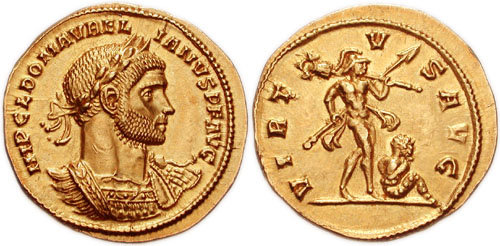
Áureo de Aureliano r.

No início de 274, o imperador Aureliano (r. 270–275) marchou ao norte da Gália, ao mesmo tempo em que seu pai liderou suas tropas ao sul de Augusta dos Tréveros para confrontá-lo. Com a derrota gaulesa na Batalha de Châlons de fevereiro ou março, Tétrico I e Tétrico II se renderam. Com a rendição, o Império das Gálias foi reincorporado no Império Romano e Aureliano entrou em triunfo em Roma com muitas carroças, vinte elefantes, duzentas feras (tigres, girafas, alces, etc.), oitocentos gladiadores e cativos de várias tribos bárbaras. Foram paradeados com Zenóbia, líder do recém-conquistado Império de Palmira, mas não foram postos em correntes, usando bragas (calças gaulesas) em seu lugar.
De acordo com Aurélio Vítor, ainda que paradeado, Tétrico II foi depois perdoado e o seu estatuto senatorial foi restaurado, ocupando vários cargo senatoriais. Diz-se também que era muito inteligente e que nenhum outro senador foi tão altamente estimado quanto ele em sua vida.